# Археологічний парк Сан-Аґустін
Археологі́чний парк Сан-Аґусті́н (ісп. Parque Arqueológico de San Agustín) — археологічний парк в муніципалітетах Сан-Аґустін і сан-Хосе-де-Існос в колумбійському департаменті Уїла. Це одна з найважливіших археологічних ділянок країни, що входить до списку Світової спадщини.
На території парку знаходиться найбільша в Південній Америці група релігійних пам'ятників та скульптур культури Сан-Аґустін, що дуже пророблені детально та містять багато натуралістичних та абстрактних форм. Скульптури парку, відомі як Чинас, були виготовлені з вулканічних порід та були яскраво забарвлені в червоні, сині та жовті кольори, хоча вони швидко знебарвлюються після відкопування. Люди на скульптурах мають різноманітні стилі одягу, зачіски та інших деталей. Розміри скульптур дуже різноманітні, від десятків сантиметрів до семи метрів заввишки і ваги у кілька тонн.
На жаль, багато структур достатньо маленькі, щоб їх можна було вкрасти з території парку, через це ця ділянка входить до списку археологічних об'єктів Латинської Америки, що знаходяться під найбільшою загрозою.